# Final Destination 3
Final Destination 3 là một bộ phim kinh dị Mỹ sản xuất vào năm 2006. Đây là phần tiếp theo của phim Final Destination 2. Phim do New Line Cinema phân phối và phát hành. Đạo diễn James Wong trở lại với phim trường Final Destination sau khi anh không tham gia trong phần 2 của phim. Phim được phát hành vào ngày 8 tháng 2, hai tuần sớm hơn dự định phát hành phim.

## Cốt truyện
Bối cảnh của phim được diễn ra vào năm 2006, tức sáu năm sau vụ nổ máy bay 180 xảy ra. Nhân vật chính trong phim là cô nàng trung học Wendy Christensen trong một buổi tối cùng với mấy người bạn của mình đến một công viên vui chơi để tổ chức tiệc tốt nghiệp. Trong khi đang ở trên con tàu lượn, cô đã thiếp đi và thấy được một cảnh kinh hoàng sẽ diễn ra: chiếc tàu lượn bị trật bánh và rớt ra khỏi đường ray, tất cả những người trên con tàu đó đều chết, kể cả cô và bạn trai cô. Sau khi tỉnh dậy, cô cố gắng khuyên mọi người nên rời khỏi con tàu nhưng không ai tin và gián tiếp gây ra một vụ ẩu đả giữa một số học sinh. Một số học sinh khác rời khỏi tàu vì không muốn liên lụy, vô tình họ đã phá hủy "kế hoạch của Tử thần" và may mắn thoát chết. Nhưng sau đó không lâu, tất cả các học sinh thoát nạn từng người một đều phải trả giá rất đắt cho hành động này. Đây là phim FD đầu tiên có nhóm người "qua mặt" thần chết đông nhất, và cũng là phim đầu tiên cho thấy cái chết của nhân vật chính.

## Nhân vật
- Wednesday "Wendy" Christensen (Mary Elizabeth Winstead): Cô là người có điềm báo trong phim. Ban đầu, cô cũng không tin vào khái niệm "sự sắp đặt của Thần chết" nhưng sau khi bạn cô, Kevin, đưa cho cô những thông tin về vụ nổ máy bay 180 cô liền lên internet nghiên cứu và từ từ chấp nhận khái niệm đó. Ban đầu, cô không hề biết rằng chị gái của cô, Julie, có mặt trong chuyến tàu tử thần nhưng cô phát giác sau khi cô nhìn lại tấm hình cô chụp lúc ở trên chiếc tàu siêu tốc. Cô là người cuối cùng tử nạn trong vụ tai nạn tàu điện ngầm.
- Kevin Fischer (Ryan Merriman): Kevin là bạn thân của bạn trai Wendy, trong khi Wendy là bạn thân của bạn gái Kevin. Bộ tứ này xuất hiện chung với nhau ở đầu phim nhưng sau một vụ cá cược, Kevin ngồi chung với Wendy ở hàng gần cuối trong tàu lượn, còn hai người còn lại thì ngồi chung với nhau ở hàng đầu tiên. Kevin may mắn thoát chết nhờ vào Wendy và sau đó cùng với cô can thiệp vào bàn tay quái ác của Thần chết để cứu lấy những sinh mạng bạn bè cô. Dần dần, họ hàn gắn lại tình bạn đã rạn nứt của mình. Kevin là người thứ 15 tử nạn trong chuyến tàu điện ngầm kinh hoàng đó.
- Julie Christensen (Amanda Crew): Julie không phải là học sinh lớp 12 của trường nhưng cô tham gia hội chợ trường ở công viên với hai người bạn thân của cô. Julie là chị gái của Wendy, và hai chị em họ xem ra ít mấy thân thiện với nhau. Mặc dù Wendy thấy cô trong công viên nhưng Wendy không hề biết rằng Julie cũng có mặt trong chuyến tàu lượn đó. Julie là người thứ 13 gặp nạn trong chuyến tàu lượn.
- Ian McKinley (Kris Lemche): Ian là một chàng trai thông minh và là người có kiểu sống Gô-tích (Gothic - những người này thông thường ăn mặc, trang điểm có màu sắc rất tối, đặc biệt là màu đen). Ian ngay từ lúc đầu đã tin tưởng rằng việc Thần chết luôn luôn truy đuổi những người may mắn thoát chết và luôn chọc ghẹo Wendy và Kevin. Ian sau này rất kinh sợ Wendy vì nghĩ rằng chính cô là nguyên nhân dẫn đến cái chết của bạn gái anh. Trong giấc mơ của Wendy, anh là người thứ 11 chết trong lễ hội bắn pháo hoa.
- Erin Ulmer (Alexz Johnson): Erin là bạn gái của Ian và là một cô gái rất thông minh. Erin chia sẻ nhiều điểm tương đồng với Ian như là cả hai đều có kiểu sống Gothic và tin tưởng chuyện Thần chết luôn bám sát họ. Cái chết của Erin khiến cho Ian càng ngày càng kinh sợ Wendy, nhưng thật chất đâu đó gián tiếp cũng do Ian gây ra. Cô là người thứ 12 tử nạn trong hàng bán của McKinley.
- Ashlyn Halperin (Crystal Lowe): Ashlyn là một "hoa hậu" trong nhiều con mắt của các nam sinh. So với cô bạn thân Ashley của mình, Ashlyn có phần nhạy cảm và trong sáng hơn nhiều. Trong giấc mơ của Wendy, Ashlyn là người thứ bảy chết trong tai nạn cùng với Ashley.
- Ashley Freund (Chelan Simmons): Ashley là đội trưởng đội cổ vũ của trường. Tất cả những gì mà cô quan tâm là giành chiến thắng, sắc đẹp, và những lời đường mật từ các nam sinh. Cô là bạn thân của Ashlyn và là người trực tiếp gây ra cái chết của mình và Ashlyn sau này. Ashley là người thứ tám tử nạn trong phòng nhuộm da.
- Lewis Romero (Texas Battle): Lewis là một người Mỹ gốc Phi. Anh là một người khỏe mạnh nhưng ít quan tâm đến bạn bè. Trong những phim Final Destination đều có một nhân vật chẳng bao giờ tin tưởng vào khái niệm Thần chết và Lewis là một ví dụ điển hình. Lewis là người thứ mười chết trong phòng tập cử tạ.
- Franklin "Frankie" Cheeks (Sam Easton): Frankie tốt nghiệp trung học hai năm trước nhưng vẫn tham gia hội chợ trường tại công viên. Anh là một người khá mê gái và luôn đi theo hai cô nàng Ashlyn và Ashley. Anh là người thứ chín tử nạn ở hàng bán đồ ăn.
- Perry Malinowski (Maggie Ma): Perry cũng không phải là học sinh lớp 12 của trường nhưng tham gia hội chợ trường chung với hai người bạn thân của cô là Julie và Amber. Perry trong phim xuất hiện chỉ có vài cảnh chung với Julie và hầu như không có lời thoại hoặc chỉ có một hai câu ngắn. Tuy nhiên, cái chết của cô xuất hiện vào lúc cao trào của phim diễn ra. Cô là người thứ 14 chết trong chuyến tàu lượn.
- Jason Robert Wise (Jesse Moss): Jason là bạn trai của Wendy đồng thời là bạn thân của Kevin. Sau khi Wendy nằm mơ thấy chiếc tàu lượn sẽ bị lật, cô chạy ra ngoài trong khi đó Jason yêu cầu nhân viên điều hành cho anh theo Wendy nhưng họ phớt lờ lời nói của anh. Kết quả, Jason tử nạn. Anh là người đầu tiên trong chuyến tàu đó thiệt mạng.
- Carrie Dreyer (Gina Holden): Cô là bạn gái của Kevin và là bạn thân của Wendy. Trên chuyến tàu lượn, Carrie ngồi ở hàng đầu tiên kế bên Jason. Trong giấc mơ của Wendy, cô là người thứ hai chết trên chuyến tàu lượn.
- Amber Regan (Ecstasia Sanders): Amber là bạn thân của Julie và Perry. Cũng như hai cô bạn của mình, Amber không phải là học sinh lớp 12 nhưng cô đến hội chợ trường tham gia cho vui. Amber không phải là nhân vật chủ chốt của phim khi cô xuất hiện có hai lần xuyên suốt bộ phim, lần đầu ở hội chợ, và lần thứ hai chứng kiến Perry bị chết. Khác với các nhân vật khác, Amber không có mặt trên chiếc tàu lượn vì thế mà cô không hề nằm trong danh sách tử thần.

## Cái chết

### Thứ tự ban đầu
Ban đầu, thứ tự các nạn nhân lần lượt gặp nạn là Ashley, Ashlyn, Frankie, Lewis, Ian, Erin, Julie, Perry, Kevin và Wendy. Nhưng Kevin và Wendy đã can thiệp vào những tai nạn đó để cứu bạn mình.

### Thứ tự thực tế

#### Ashley Freund và Ashlyn Halperin
Ashley và Ashlyn là hai nạn nhân đầu tiên. Sau khi tai nạn lật tàu lượn xảy ra, Wendy buồn bã vì không cứu được bạn trai của mình và một số người khác. Trong lúc đó, Ashley và Ashlyn có nhã ý mời Wendy đi dự tiệc nhưng Wendy không muốn. Ashley sau đó gửi cho Wendy số điện thoại của mình. Khi hai cô nàng tới tiệm nhuộm da, trong tay hai cô nàng có hai ly nước. Người coi quầy buộc hai người phải vứt bỏ ly nước đi nhưng Ashley giả vờ vứt bỏ vào thùng rác (có thể nói chính chiếc cốc này gây ra cái chết của hai cô),(hoặc Ashley làm ra cái chết). Lúc đó, người coi quầy có điện thoại và anh bước ra ngoài để nói chuyện. Vì sợ cửa đóng lại, anh để một tuýp kem chặn cửa lại. Thấy người chủ quầy nói điện thoại lâu quá, hai cô nàng quyết định tự vào phòng nhuộm da một mình. Hai cô không quên lấy hai chiếc mắt kính tắm nắng của riêng mình,nhưng lại quên lấy tuýp kem dành riêng cho việc nhuộm da. Lúc này cánh cửa từ từ ép chặt tuýp kem mà cậu ta ném xuống để chặn cửa khiến cho kem trong tuýp chảy ra ngoài đến khi không còn gì nữa thì lúc đó cánh cửa tiệm đóng lại hoàn toàn nhưng người chủ quầy không hề hay biết gì hết. Ashley và Ashlyn bước vào phòng nhuộm da. Ashlyn tăng nhiệt độ trong phòng là 73 độ còn Ashley để ly nước của mình trên một cái ghế, dưới đó là bình năng lượng làm cho hai chiếc giường có thể nóng lên. Ashley sau đó lấy đĩa nhạc trên kệ nhưng vô tình không biết cô đã làm cho chiếc kệ một phần rớt ra khỏi tường. Hai cô nàng sau đó cởi hết quần áo và chui vào giường nhuộm da để mà nằm và nghe nhạc. Vì nhiệt độ trong phòng tăng lên làm cho nước trong cốc thấm ra ngoài và chảy xuống máy năng lượng khiến cho nó bị phá hủy và bốc khói và làm cho nhiệt độ càng tăng hơn nữa. Lúc này, Wendy xem xét các tấm hình chụp, tấm hình của những người sống sót như muốn nói lên điều gì, tấm của Ashley và Ashlyn đang ôm cái cây nhựa bị ánh sáng đèn màu vàng hắt vào tấm hình lúc đang chụp như là lửa sẽ thiêu chết 2 cô bạn, có linh tính không hay nên cô đã gọi điện cho Ashley. Vì Ashley để chế độ rung cho nên khi chiếc điện thoại rung lên trong chiếc áo khoác của Ashley khiến cho chiếc áo cũng rung theo. Nhiệt độ trong phòng tăng cao khiến cho chiếc quạt thông gió tự động bật và vô tình thổi vào cây móc áo khiến cho nó lung lay. Ashlyn cảm thấy nóng và quyết định bước ra khỏi chiếc giường để hạ nhiệt độ xuống. Vừa lúc này, cây móc áo rớt và đập vào cây tre trong phòng làm cho nó trúng vào kệ để đĩa nhạc. Thanh kệ gỗ sau khi bị va chạm rớt xuống. Khi Ashley và Ashlyn vừa mở nắp giường, thanh kệ lọt vào ngay khe hở khiến cho Ashlyn không tài nào mở nắp ra được. Thanh kệ xoay một chút trên nắp giường của Ashley thì Ashlyn cũng mở nắp giường để ra ngoài, khiến cho thanh kệ gỗ đầu kia rơi vào khe hở giường Ashley và khóa chặt cả hai không thể nào ra ngoài được. Ashlyn cố gắng đẩy nắp giường nhưng vô ích, còn Ashley thì đập vào cây quạt ở trên đầu mình nhưng cũng không thành công. Cả hai la hét dữ dội khiến cho người quản tiệm nghe thấy lật đật chạy vào thì phát hiện ra rằng cửa đã bị khóa. Anh cố gắng chạy sang cửa kính thì nhận được một thông điệp do Ashlyn viết trước khi vào phòng "Sẽ trở lại 30 phút sau". Vào lúc này, bóng đèn trên nắp giường của Ashley bị vỡ và mắt kính của cô chảy ra hết làm cho dầu đổ lên cơ thể cô. Do cô đập mạnh khiến cho tấm kính dưới người cô bị vỡ, cô rớt xuống dây điện ở phía dưới làm cho chiếc giường của Ashley bốc cháy. Số phận diễn ra tương tự với Ashlyn. Cả hai cùng nhau bốc cháy trong khi Ashley nhìn ra ngoài khi ngọn lửa bao trùm lấy cô.

#### Franklin "Frankie" Cheeks
Franklin "Frankie" Cheeks là nạn nhân tiếp theo của tử thần. Anh chết do tai nạn trong khu bán hàng, khi chiếc quạt xe bay ra và đâm thẳng vào anh. Trước đó, xe của Wendy và Kevin cũng có mặt trong nơi bán đồ ăn và thoát chết trong gang tấc nhờ linh cảm đột ngột của Wendy. Một chiếc xe tải tuột thắng đâm thẳng vào xe của Wendy và Kevin, trước đó 1 chiếc xe tải lớn vô tình chặn cửa xe của 2 người trong lúc xem xét ảnh của Frankie để báo cho anh ta. Wendy và Kevin thoát chết trong gang tấc. Nhưng chiếc xe tải tông vào xe Wendy và Kevin làm cho bộ máy xe bắn thẳng lên đầu của Frankie trong bộ điều khiển có cánh quạt và nó quay mạnh đến nỗi chém gần hết đầu của Frankie. Đầu của Frankie bị dính vào cánh quạt, đến khi Wendy và Kevin lại xem thì cánh quạt quay ngược lại là cái đầu rớt ra. Họ xem bức hình Frankie thì nó không có dấu hiệu gì ở cái chết của Frankie. Sau đó họ điều tra lại các bức hình khác thì có tấm ảnh Frankie để mặt sát quạt máy. Ngay lập tức Wendy biết Frankie chết là do bức này.

#### Lewis Romero
Tấm hình của Lewis Romero là một tấm hình phức tạp nên Wendy và Kevin rất khó hiểu chỉ có được manh mối là Lewis đang ở đâu. Lewis chết ngay trong phòng tập thể dục. Anh đã được Wendy và Kevin báo trước về nguy hiểm sắp xảy ra. Khi Kevin đang giải thích cho Lewis thì Wendy cảm thấy có điều gì bất thường ở bức ảnh cô đang cầm, một số chi tiết trong đó cho cô linh cảm Lewis sẽ chết khi đang tập tạ. Hai cây đao sắt lẹm trên đầu Lewis bắt đầu lung lay do những cú va chạm. Những chiếc móc giữ hai cây đao bắt đầu rớt ra và hai cây đao tuột xuống, nhờ có Wendy mà Lewis thoát chết, nhưng anh không ngờ hai cây đao đã cắt đứt sợi dây buộc hai thanh tạ trên đầu, Lewis hớn hở bật cây tạ và hai thanh tạ rớt ra, đập thẳng vào đầu Lewis làm nó nát nhừ, máu bắn tung tóe, chúng bắn cả vào mặt của Wendy và Kevin.

#### Ian McKinley (can thiệp)
Tấm hình của Ian và Erin ở quầy trò chơi bắn súng do 2 người này không thích Wendy nên tư thế của Ian là lấy tay che mặt tay kia chĩa súng vào Erin trên đầu là biểu ngữ giống gỗ in chữ: "KILL". Nhưng anh đã được Wendy cứu.

#### Erin Ulmer
Khi Wendy và Kevin cố thông báo cho Ian và Erin biết về những cái chết thì những tấm ván gỗ trên kệ bị xe đẩy và rơi xuống Ian. Tuy nhiên, Kevin đã cứu anh nhưng một mảnh vỡ bay trúng túi hơi Ian đã bơm trước đó và thổi vào Erin. Mất thăng bằng cô bị té, trượt thẳng vào kệ đồ dùng, đầu cô đập vào chiếc cò của súng bắn đinh mà Ian đã cho một sấp đinh vào và đinh được bắn ra xuyên qua cả hộp sọ của Erin.

#### Julie Christenen (can thiệp)
Lúc ở lễ kỷ niệm của trường, một con ngựa lồng lên và chạy thoát. Sợi dây gắn với cái cọc sau đuôi con ngựa thắt vào cổ của Julie và lôi cô trên mặt đất và chuẩn bị lôi cô qua những chiếc cọc sắc nhọn. Nhưng Kevin đã dùng dao chặt đứt sợi dây và cứu mạng Julie.

#### Perry Malinowski
Perry ngồi cạnh Julie trên trò chơi tàu lượn. Sau khi đã cứu được Julie, con ngựa ấy được cản lại nhưng sau đó lại chạy đi kéo theo cọc nhọn ở chiếc cờ và nó đã đâm xuyên qua người Perry.

#### Kevin Fischer (can thiệp)
Kevin đã đi ngăn con ngựa ấy. Khi đang đứng sau nó, con ngựa đá vào người Kevin làm cho anh ngã vào một chiếc bàn có một chiếc nồi, một cây kim đâm vào ống dẫn khí đốt, ngọn lửa bùng lên sắp trúng mặt Kevin nhưng lúc đó Wendy đã kịp kéo Kevin ra khỏi đó.

#### Wendy Christensen (can thiệp)
Tấm hình của Wendy là cô ấy đứng sau hội trường với Jason mặc bộ đồ McKinley màu đen ám chỉ Ian sẽ giết cô.

#### Ian McKinley
Ian đã can thiệp vào và cứu mạng Wendy mặc dù anh ta định hãm hại cô. Lúc này để đỡ những quả pháo bông trước khi bắn đã bị mất cân bằng do thanh gỗ chống phía trước bị tuột ra, những quả pháo vì thế khi bắn đi lại hướng về phía Ian nhưng không trúng anh ta mà trúng vào cây cột có tấm biển sắt dựng sau lưng anh. Trong lúc đang ngạo nghễ cười trước mặt Wendy về sự thoát chết của mình, cây cột với tấm biển sắt đã đổ ập xuống đầu Ian gây ra cái chết tại chỗ.

#### Julie Christensen, Kevin Fischer và Wendy Christensen
Năm tháng sau khi chuỗi kinh hoàng qua đi, cả ba người tình cờ gặp nhau trên chuyến tàu điện ngầm 081 (trước đó Wendy nhìn thấy một loạt từ death và những hình ảnh thể hiện các nơi mà các nạn nhân đã chết) (khi Wendy nhìn vào gương thì thành 180 - số hiệu của chuyến bay tử thần ở phần 1), một cậu thanh niên vứt thanh sôcôla. Sôcôla rơi xuống mạch điện tự động nối hai đường ray. Một con chuột đánh hơi thấy mùi sôcôla liền chạy đến ăn vô tình làm hở mạch điện đó làm tàu trật bánh. Trong lúc tàu rung chuyển, Julie đứng gần cửa ra vào nên bị bánh tàu văng vào người. Sau đó Kevin bị một người xô bay đến cửa sổ, cửa kính vỡ, Kevin bị rơi ra và bị cứa đứt người. Toa tàu sau đó bị lật, Wendy lúc đó vẫn còn sống. Cô lúc đó đang ở giữa đường ray và bị thương ở chân. Bỗng một đoàn tàu khác chạy tới và cán chết cô. Sau đó cô về lại cảnh trước khi tàu lật vài phút. Biết mình vừa linh cảm thấy sự thật, cô thông báo cho Julie và Kevin. Cả ba cố gắng ra khỏi tàu nhưng lúc đó thì tiếng bánh xe tàu bắt đầu rít lên.

## Chi tiết bàn cãi
Tình tiết lớn nhất được bàn cãi trong phim là như thế nào chiếc tàu lượn bị lật sau khi Franklin rời khỏi tàu. Trong giấc mơ, khán giả thấy rằng chiếc máy quay phim của Franklin là nhân tố chính gây nên tai nạn nhưng nếu Frankie rời khỏi tàu thì chắc chắn rằng chiếc máy quay phim sẽ không thể nào gây ra tai nạn chết chóc đó. Tuy phim có đề cập đến vụ nước bị rò rỉ khi chiếc tàu chuẩn bị rời bánh nhưng nhiều người cho rằng yếu tố đó không đủ sức để làm nên một tai nạn khủng khiếp như thế. Các nhà làm phim nói rằng chiếc máy quay phim của Frankie chỉ làm "tăng tốc" cho tai nạn mà thôi tức là cho dù có hay không, tai nạn vẫn diễn ra nhưng diễn ra như thế nào thì phim không hề cho biết rõ ràng.
Những tình tiết khác liên quan bao gồm không có một phòng nhuộm da nào có tới hai chiếc giường, hay không có một khẩu súng bắn đinh nào đủ sức bắn đi xuyên qua hộp sọ của một con người, hoặc như trong phòng tập thể hình, những vật dụng bén thường được bôi một hóa chất để làm mất đi tính bén nhọn của nó. Do đó, trong trường hợp của phim, hai thanh kiếm rớt xuống để cắt đứt dây máy tập thể hình là chuyện khó có thể xảy ra.
Các khán giả dễ tính thì cho rằng người xem nên chấp nhận những tình tiết vô lý vì đây không phải là tai nạn thông thường mà là do bàn tay sắp đặt của Thần chết.

## Phần tiếp theo

### The Final Destination
The Final Destination (tựa cũ: Final Destination: Death Trip 3D) ra mắt vào gần cuối năm 2009 với nội dung mới, hoàn toàn không liên hệ với phần 3. Nội dung phần này nói về tai nạn trong cuộc đua xe tốc độ cao NasCar. Phim được ra mắt vào ngày 28 tháng 8 năm 2009 ở Hoa Kỳ dưới dạng 3D.